# الساموراي المتملص
الساموراي المتملص (باليابانية:  逃げ上手の若君، بالروماجي: Nige Jōzu no Wakagimi) هي سلسلة مانغا يابانية من تأليف ورسوم يوسيه ماتسوي [الإنجليزية] مقتبسة عن الشخصية التاريخية هوجو توكيوكي [الإنجليزية] ساموراي فتي يسعى للإنتقام من أشيكاغا تاكاوجي بعدما أباد الأخير عائلته وأسقط حكمها، بدأت المانغا بالصدور في مجلة شونين جمب الأسبوعية التابعة لدار نشر شوئيشا في يناير عام 2021، جمعت فصولها في مجلدات تانكوبون ونشر منهم 16 مجلد حتى يوليو 2024، كما حصلت المانغا على مسلسل أنمي تلفزيوني من تنفيذ ستوديو كلوفر وركس بدأ عرضه في يوليو 2024.
حصلت المانغا على جائزة شوغاكوكان للمانغا بنسختها 69 سنة 2024.

## القصة
تدور أحداث القصة في أواخر فترة كاماكورا وبدايات فترة موروماتشي، وتروي حكاية "هوجو توكيوكي" وهو فتى هارب بعد أن تمت الإطاحة بعائلته على يد "آشيكاغا تاكاوجي"، ومع عدم وجود حلفاء له سوى كاهن غريب الأطوار وأتباعه، يجب على هذا السيد الشاب أن يسعى للانتقام واستعادة مجده، باستغلال موهبته الفائقة بالقدرة على التملص والهروب.

## الشخصيات

### الشخصيات الرئيسية
هوجو توكيوكي [الإنجليزية] (北条 時行، Hōjō Tokiyuki)
أداء صوتي: أساكي يويكاوا
وريث سلطة قبيلة هوجو [الإنجليزية] قبل تدميرها على يد أشيكاغا تاكاوجي، بعد سقوط القبيلة وحكمها لجأ الى سووا يوريشيغي ليحتمي في منطقته، حيث تعلم فنون القتال والعلوم أثناء تخطيطه للإطاحة بأشيكاغا وإعادة إحياء عشيرة الهوجو، يمتلك قدرة خارقة على الهروب والاختباء وتفادي هجمات الأعداء.
سووا يوريشيغي (諏訪 頼重، Suwa Yorishige)
أداء صوتي: يويتشي ناكامورا
كاهن غريب الأطوار من عشيرة سووا [الإنجليزية] يدعي أنه يستطيع رؤية المستقبل، تابع مخلص لعشيرة هوجو [الإنجليزية] ويتنبأ بأن توكيوكي سيصبح بطلًا في المستقبل، لذا وبتوصيه من والد توكيوكي، ينقذه ويبعده عن الخطر ويقوم بتدريبه وتأمين ما يحتاجه ليبني قوة جديدة من الأجل الإنتقام من أشيكاغا.

### المحاربين المتملصين
شيزوكو (雫، Shizuku)
أداء صوتي: هيناكي يانو
إبنه يوريشيغي بالتبني ومساعدته، لديها قدرة على رؤية الأرواح بإعتبارها كاهنة معبد، وتخدم توكيوكي كمخططة إستراتيجية.
كوجيرو (弧次郎، Kojirō)
أداء صوتي: ماري هينو
سياف شاب ذو موهبة مقارنة بعمره، يرى يوريشيغي أنه جدير بقيادة جيش توكيوكي مستقبلاً.
أياكو (亜也子، Ayako)
أداء صوتي: سايومي سوزوشيرو
سيافة شابة تتمتع بقوة بدنية كبيرة وموهبة فنية.
كازاما غينبا (風間 玄蕃، Kazama Genba)
أداء صوتي: آوي يوكي
لص يعمل فقط من أجل المال، يمتلك مهارات نينجا ويمكنه تقليد أي شخص.
فوبوكي (吹雪، Fubuki)
أداء صوتي: كيكونوسكي تويا
محارب رونين يقاتل بسيفين، قرر خدمة توكيوكي بعد أن رأه سيدًا جديرًا بالخدمة.

### فصيل أشيكاغا
أشيكاغا تاكاوجي (足利 高氏، Ashikaga Takauji)
أداء صوتي: كاتسويوكي كونيشي
أحد حلفاء عشيرة هوجو في السابق قبل أن ينقلب الى جانب الإمبراطور ويطيح بحكم العشيرة، يظهر في الأنمي بقوة فوق البشرية ودهاء عالي.
كو نو موروناو [الإنجليزية] (高 師直، Kō no Moronao)
أداء صوتي: أتسوشي مياوتشي
الذراع الأيمن لتاكاوجي.
أوغاساوارا ساداموني [الإنجليزية] (市河 助房، Ogasawara Sadamune)
أداء صوتي: يوتاكا أوياما
أحد وكلاء تاكاوجي، خبير في الرمالية وذو قدرة كبيرة على الإحساس بأدق تفاصيل محيطه.
إتشيكاوا سوكيفوسا (市河 助房، Ichikawa Sukefusa)
أداء صوتي: تاكاهيرو ياماموتو
من حلفاء وتابعي ساداموني، يمكنه تحديد موقع الأعداء بالإعتماد على حاسة سمعه القوية.
هيرانو شوغين (平野 将監، Hirano Shōgen) / شوكان (瘴奸، Shōkan)
أداء صوتي: هيروكي توتشي
زعيم قطاع طرق، أصبح لاحقًا من أتباع ساداموني.

### العائلة الإمبراطورية
الإمبراطور غو-دايغو [الإنجليزية] (後醍醐天皇، Go-Daigo Tennou)
أداء صوتي: فومينوري كوماتسو
الإمبراطور الياباني الذي قاد حركة كينمو الإصلاحية لإحياء الحكم الإمبراطوري بعد سيطرة حكم الشوغون.
الأمير موريوشي [الإنجليزية] (護良親王، Moriyoshi Shinnō)
أداء صوتي: ريوتا سوزوكي
إبن الإمبراطور الذي حاول إغتيال تاكاوجي لإبعاد خطره عن الإمبراطور.

### شخصيات أخرى
هوجو كونيتوكي [اليابانية] (北条 邦時، Hōjō Kunitoki)
أداء صوتي: يوكا تيرازاكي
أخ توكيوكي الأكبر غير الشقيق، لم يكن لديه أي اهتمام بوراثة الحكم تجنبيًا لنشوب نزاع حول الخلافة، تم إعدامه بعد أن خانه عمه.
غوداين مونيشيغي [الإنجليزية] (五大院 宗繁، Godaiin Muneshige)
أداء صوتي: أتسوشي إيماروؤكا
أحد أقارب عشيرة الهوجو وعم توكيوكي وكونيتوكي، خان كونيتوكي وسلمه إلى فرقة بحث من أجل منافع الشخصي، لاحقًا قُتل على يد توكيوكي بعد اكتشاف خيانته.
سوا موريتاكا (諏訪 盛高، Suwa Moritaka)
أداء صوتي: فوميتاكي إيشيغورو
حليف يوريشيغي.

## وسائط المشروع

### مانغا
"الساموراي المتملص" سلسلة مانغا من كتابة ورسوم المانغاكا يوسيه ماتسوي [الإنجليزية] بديموغرافية شونين، بدأت بالصدور في مجلة شونين جمب الأسبوعية التابعة لدار نشر شوئيشا يوم 25 يناير 2021، جُمعت فصولها ونشرت في مجلدات تانكوبون صدر أولها في 2 يوليو 2021، ولها 17 مجلد منشور بحلول سبتمبر 2024.
| م. | الإصدار الأصلي | الإصدار الأصلي         | الإصدار الإنجليزي | الإصدار الإنجليزي      |
| م. | تاريخ الإصدار  | ردمك                   | تاريخ الإصدار     | ردمك                   |
| -- | -------------- | ---------------------- | ----------------- | ---------------------- |
| 1  | 2 يوليو 2021   | ISBN 978-4-08-882710-0 | 5 يوليو 2022      | ISBN 978-1-9747-3251-7 |
| 2  | 4 أغسطس 2021   | ISBN 978-4-08-882734-6 | 6 سبتمبر 2022     | ISBN 978-1-9747-3397-2 |
| 3  | 4 نوفمبر 2021  | ISBN 978-4-08-882793-3 | 1 نوفمبر 2022     | ISBN 978-1-9747-3398-9 |
| 4  | 4 يناير 2022   | ISBN 978-4-08-883010-0 | 3 يناير 2023      | ISBN 978-1-9747-3438-2 |
| 5  | 4 أبريل 2022   | ISBN 978-4-08-883073-5 | 7 مارس 2023       | ISBN 978-1-9747-3629-4 |
| 6  | 3 يونيو 2022   | ISBN 978-4-08-883184-8 | 2 مايو 2023       | ISBN 978-1-9747-3696-6 |
| 7  | 4 أغسطس 2022   | ISBN 978-4-08-883198-5 | 4 يوليو 2023      | ISBN 978-1-9747-3871-7 |
| 8  | 4 نوفمبر 2022  | ISBN 978-4-08-883291-3 | 5 سبتمبر 2023     | ISBN 978-1-9747-4092-5 |
| 9  | 4 يناير 2023   | ISBN 978-4-08-883423-8 | 7 نوفمبر 2023     | ISBN 978-1-9747-4121-2 |
| 10 | 4 أبريل 2023   | ISBN 978-4-08-883438-2 | 6 فبراير 2024     | ISBN 978-1-9747-4380-3 |
| 11 | 2 يونيو 2023   | ISBN 978-4-08-883561-7 | 7 مايو 2024       | ISBN 978-1-9747-4598-2 |
| 12 | 4 سبتمبر 2023  | ISBN 978-4-08-883635-5 | 6 أغسطس 2024      | ISBN 978-1-9747-4706-1 |
| 13 | 2 نوفمبر 2023  | ISBN 978-4-08-883693-5 | 5 نوفمبر 2024     | ISBN 978-1-9747-4980-5 |
| 14 | 2 فبراير 2024  | ISBN 978-4-08-883823-6 | —                 | —                      |
| 15 | 4 أبريل 2024   | ISBN 978-4-08-883883-0 | —                 | —                      |
| 16 | 4 يوليو 2024   | ISBN 978-4-08-884111-3 | —                 | —                      |
| 17 | 4 سبتمبر 2024  | ISBN 978-4-08-884168-7 | —                 | —                      |

### أنمي
أعلن في مارس 2023 عن إنتاج أنمي تلفزيوني مقتبس عن المانغا من تنفيذ وإنتاج ستوديو كلوفر وركس، المسلسل من إخراج "يوتا يامازاكي" ومساعد المخرج "يوسوكي كاواكامي" ونصوص "يوريكو توميتا" وفي تصميم الشخصيات "ياسوشي نيشيا"، الموسيقى من ألحان "غيمبي" و"أكيوكي تاتياما"، أغنية مقدمة الأنمي بعنوان (الخطة ألف) من أداء فرقة ديش [الإنجليزية]، بينما أغنية النهاية بعنوان (كاماكورا ستايل) من غناء بوتشي بورومارو [اليابانية].
بدأ عرض المسلسل في 6 يوليو 2024 على المحطات اليابانية.

## ردود الفعل
في مايو 2022، كان لدى المانغا أكثر من مليون نسخة متداولة؛ ووصلت الى 1.5 مليون نسخة بحلول أبريل 2023؛ ثم الى أكثر من 2 مليون نسخة متداولة خلال مارس 2024؛ لتتجاوز 3 مليون نسخة متداولة بحلول يوليو 2024.
في يونيو 2021، تم ترشيح مانغا "الساموراي المتملص" لجائزة المانغا القادمة السابعة عن فئة أفضل مانغا مطبوعة واحتل المرتبة السادسة من بين 50 سلسلة تم ترشيحها، كما حصلت السلسلة على المرتبة الثامنة في قائمة "سلاسل المانغا الموصى بها من قبل موظفي المكتبات الدولية" لعام 2022 إلى جانب كل من مانغا "فريرن: وراء نهاية الرحلة"، و"اللعب بالأرقام [الإنجليزية]"، و"لعبة التريليون [الإنجليزية]".
كما فازت مانغا "الساموراي المتملص" بجائزة شوغاكوكان للمانغا بنسختها الـ69 في عام 2024.
كتب أنتوني غراموليا من موقع موارد الكتب المصورة أن السلسلة أصبحت إحدى "أبرز عناوين شونن جامب الأسبوعية الجديدة"، وأضاف أن "السلسلة ليست فقط عاطفية بشكل مفاجئ ولكن أيضًا مكثفة بشكل مفاجئ، تنطلق بجميع الأسطوانات على السرعة القصوى ولا تتوقف".

## الجوائز والترشيحات
| قائمة الجوائز والترشيحات | قائمة الجوائز والترشيحات | قائمة الجوائز والترشيحات                | قائمة الجوائز والترشيحات | قائمة الجوائز والترشيحات | قائمة الجوائز والترشيحات |
| السنة                    | الجائزة                  | الفئة                                   | المستلم                  | النتيجة                  | م.                       |
| ------------------------ | ------------------------ | --------------------------------------- | ------------------------ | ------------------------ | ------------------------ |
| 2025                     | جوائز كرانشي رول للأنمي  | أفضل "شخصية يجب حمايتها مهما كلف الأمر" | هوجو توكيوكي             | رُشِّح                      | [ 63 ]                   |
| 2025                     | جوائز كرانشي رول للأنمي  | أفضل شارة نهاية لأنمي                   | الساموراي المتملص        | رُشِّح                      | [ 63 ]                   |

## طالع أيضًا
- أنمي
- قصة الهيكي (أنمي)
- إطار الفشل (رواية خفيفة)
- أنا أصد كل شيء
- فترة كاماكورا

## روابط خارجية
- الصفحة الرسمية للمانغا على موقع شونين جمب الأسبوعية (باليابانية).
- الصفحة الرسمية للمانغا على موقع مانغا بلس (باليابانية).
- الموقع الرسمي للأنمي (باليابانية)
- الساموراي المتملص (مانجا) في شبكة أخبار الأنمي